# Aphonopelma clarki
Aphonopelma clarki là một loài nhện trong họ Theraphosidae.
Loài này thuộc chi Aphonopelma. Aphonopelma clarki được miêu tả năm 1995 bởi Smith.